# دلکش
عصمت باقرپور بابلی (۳ اسفند ۱۳۰۳ – ۱۱ شهریور ۱۳۸۳) که با نام دلکَش شناخته می‌شود، خوانندهٔ ایرانی ژانرهای موسیقی سنتی، فولکلور و پاپ بود. از او با عنوان‌هایی چون «بانوی حنجره طلایی» و «آتش کاروان هنر» یاد می‌شود. او ترانه‌هایش را به دو زبان فارسی و مازندرانی خوانده‌است. وی همچنین در چند مورد با تخلّص نیلوفر ترانه‌سرایی هم کرده‌است؛ از جمله ترانه‌هایی که او خود نوشته و خوانده، ترانهٔ ساز شکسته است.

## زندگی

دلکش در جوانی. با توجه به چاپ این عکس در مجله، به احتمال زیاد به زمان پس از کلاس‌های آواز عبدالعلی وزیری تعلق دارد و با توجه به ظاهر جوان دلکش، احتمالاً متعلق به روزهای آغازین کار حرفه‌ای وی است.

### کودکی
دلکش با نام اصلی عصمت باقرپور بابلی در ۳ اسفند ۱۳۰۳ در بابل زاده شد. او از همان دوران کودکی استعداد خود را در خوانندگی نشان داد و هر جا که بچه‌های محله گرد هم می‌آمدند، آغاز به خواندن می‌کرد و بچه‌ها هم دست می‌زدند. نخستین تجربهٔ مرتبط با آواز او، گوش دادن به قرآن خواندن مادرش بود و پس از آن آوازهای مذهبی و ترانه‌های محلی پر جنب و جوش مازندرانی را شنید. عصمت در دوران کودکی به مکتب رفته بود و آیات خاصی از قرآن را با گوش دادن، حفظ کرده بود. اما تا زمانی که در بابل بود، سواد خواندن و نوشتن نیاموخت.
دلکش در ۱۲ سالگی ، پدرش را از دست داد. مادرش که در کنار عصمت دارای شش دختر و سه پسر دیگر بود تصمیم گرفت تا او را به نزد یکی از دخترانش که در تهران ازدواج کرده بود و آنجا زندگی می‌کرد بفرستد تا هم خرجی از روی دوشش برداشته شود و هم عصمت بتواند در تهران سواد بیاموزد. پس بقچه‌ای شامل کمی خوراک آماده کرد و عصمت را به دست یکی از دوستان شوهرش که رانندهٔ کامیون بود و از مازندران به تهران برنج می‌برد سپرد. او کنار دست راننده نشست و به تهران رسید. رانندهٔ کامیون او را در محلهٔ سرچشمه پیاده کرد و به خواهرش سپرد.
عصمت که در تهران با خواهرش به مازندرانی سخن می‌گفت، با همان زبان از خواهرش خواست تا او را در مدرسه نام‌نویسی کند تا بتواند سواد بیاموزد. خواهرش هم او را به خیابان ناصرخسرو برد و در دبستان نام‌نویسی کرد. هنگامی که عصمت دبستان را آغاز کرد، دوازده سال سن داشت و همین باعث شد تا سوژهٔ متلک‌های هم‌کلاسی‌هایش شود. اما او به این مسائل توجهی نداشت و توانست خود را به کلاس پنجم دبستان برساند. گرچه تحصیلات رسمی دلکش از کلاس پنجم ابتدایی فراتر نمی‌رفت، آموزش خواندن و نوشتن، تخیل، حساسیت و هوش خارق‌العاده او باعث شد تا درک اولیه اما ماندگاری از شعرهای عمومی و الگوهای موسیقایی فارسی داشته باشد که بعداً به او یاری رساند تا متن ترانه‌های اشعار کلاسیک فارسی را به وجه احسن ارائه کند.

### کشف استعداد
… [ظهیرالدینی] مرا به آنجا [ادارهٔ موسیقی] برد. جای وسیعی بود. یک جا ویلون می‌زدند. یک جا پیانو می‌زدند. یک جا تار می‌زدند. یک جا صدای آواز می‌شنیدم. نمی‌دانستم اینجا کجاست. جریان چیست. گیج شده بودم. مرا نزد روح‌الله خالقی برد و گفت این دختر صداش خوب است. خالقی به من گفت بخوان! گفتم چی بخوانم؟ آقای ظهیرالدینی گفت یکی از سرودهای مدرسه را بخوان. شروع کردم به خواندن یکی از سرودها: «دست پهلوی پشت بخت ماست». خالقی اسم مرا فوراً نوشت.— دلکش در گفتگو با شاهرخ گلستان
عصمت در ۱۷ سالگی به پنجم دبستان رسید. در آن زمان دانش‌آموزان پنجم و ششم دبستان هفته‌ای یک ساعت آموزش موسیقی می‌دیدند و به آن‌ها سرودهای میهنی آموزش داده می‌شد. روزی در همین کلاس‌های موسیقی، عصمت به همراه دیگر هم‌شاگردی‌هایش در حال خواندن سرود بود که آموزگار موسیقی، آقای «ظهیرالدینی» که ویولنیست هم بود، وی را صدا زد. آموزگار از قشنگی و رسایی صدای عصمت تمجید کرد و گفت که یک نت بالاتر از همهٔ دخترها می‌خواند. سپس ظهیرالدینی از دلکش پرسید که آیا دوست دارد در رادیو بخواند. در آن زمان رادیو در ایران به تازگی بنیان‌گذاری شده بود و دلکش هم نمی‌دانست که رادیو چیست. ظهیرالدینی او را نزد استاد تار، علی‌اکبر شهنازی، ثبت‌نام کرد و به ادارهٔ موسیقی کشور در میدان بهارستان برد. در آن هنگام هیئت رئیسهٔ ادارهٔ موسیقی را روح‌الله خالقی، علینقی وزیری و حشمت سنجری تشکیل می‌دادند. آموزگار عصمت را به وزیری و خالقی که هر دو نوازنده، آهنگساز، تئوریسین موسیقی و استاتیدی برجسته بودند، معرفی کرد. خالقی کیفیت موسیقی، دامنه گسترده، حجم غیرعادی و عمق صدای آلتوی دلکش را شنید.
روح‌الله خالقی پس از شنیدن صدای عصمت، وی را نام‌نویسی کرد و به دست استادی سپرد تا آواز را به عصمت آموزش دهد. این استاد عبدالعلی وزیری بود، که پسرعموی علینقی وزیری می‌شد.عبدالعلی وزیری رپرتوار آواز سنتی فارسی را به او آموخت. عصمت بسیار زود گوشه‌های درآمد، زابل، مویه و مخالف دستگاه سه‌گاه را یادگرفت و حدود پنج یا شش ماه طول کشید تا توانست سراسر دستگاه سه‌گاه را بیاموزد. آموزش آواز عصمت دو تا سه سال به درازا کشید و وی دستگاه‌های گوناگون را آموخت. او که سواد و آشنایی چندانی با موسیقی نداشت، دستگاه‌ها و گوشه‌ها را با گوش دادن و حفظ طوطی‌وار یادگرفت؛ همان‌گونه که پیشتر در مکتب آیات قرآن را یادگرفته بود. عبدالعلی وزیری همچنین عناصر و سبک‌های آواز و کلام را به عصمت آموزش داد؛ یعنی تلفظ دقیق مصوت‌ها و کیفیت موسیقایی آن‌ها، تلفظ شاعرانهٔ ترانه‌ها، درس‌های تنفسی و ادای شاعرانهٔ نغمات در بازخوانی شعر کلاسیک فارسی را به صورت روشمند، او آموخت. دستورالعمل‌های وزیری بعدها شالودهٔ دغدغه و حساسیت وسواس‌گونهٔ عصمت در مورد انتخاب غزلیات مناسب برای اجراهای آواز و اشعار ترانه‌هایش شد. عصمت در این دوره همچنین نواختن سه‌تار را به سبک نوازندهٔ چیره‌دست احمد عبادی آموزش دید.
روح‌الله خالقی برای آغاز حرفهٔ عصمت، نام هنری «دلکش» را برگزید. دلکش گرچه در فارسی به معنای جذاب است، ولی در اینجا اشاره به نام گوشهٔ موسیقی دلکش دارد.

## فعالیت حرفه‌ای

### آغاز کار در رادیو
پس از دو تا سه سال آموزش نزد عبدالعلی وزیری، عصمت اکنون این آمادگی را داشت تا به جرگهٔ خوانندگان رادیو بپیوندد. در آن هنگام عصمت نزدیک به ۲۰ سال داشت و کمتر از پنج سال از بنیان‌گذاری رادیو در ایران می‌گذشت. تا آن زمان خوانندگان زن قدیمی چون قمرالملوک وزیری، روح‌انگیز و ملوک ضرابی بانوان آوازه‌خوان پیشرو در رادیو بودند و عزت روح‌بخش هم چند سالی می‌شد که آوازخوانی در رادیو را آغاز کرده بود و هواداران بسیاری داشت. در این وضعیت که خوانندگان قدیمی همچنان سکان‌دار رادیو بودند، نیاز به صدایی تازه‌نفس احساس می‌شد. دلکش که در میهمانی‌ها و جمع‌های دوستانه آواز می‌خواند، در یک میهمانی با جمشید شیبانی که در سبک موسیقی پاپ کار می‌کرد، آشنا شد. دلکش و شیبانی مدتی با هم کار کردند، ولی دلکش از موسیقی پاپ بیرون آمد و پس از آشنایی با مهدی خالدی، به‌طور جدی وارد موسیقی سنتی شد و این سرآغاز همکاری درازمدت دلکش و خالدی بود.
نخستین اجرای دلکش در رادیو در سال ۱۳۲۳ بود. مهدی خالدی (از شاگردان سابق ویولن‌نواز و استاد موسیقی سنتی ابوالحسن صبا) به همراه گروهش دلکش را همراهی کردند. از نخستین باری که صدای او از فرستندهٔ «بی‌سیم پهلوی» در چهارراه سیدخندان تهران پخش شد، توجه همگان به سویش جلب شد. پس از آن، تا هفت سال بعد، هر یکشنبه عصر بین ساعت ۲۰:۳۰ تا ۲۱:۰۰ و اغلب صبح‌های جمعه بین ساعت ۱۱:۳۰ تا ۱۲:۰۰ این گروه در رادیو اجرا داشت. آهنگ‌هایی که اجرا می‌کردند، در طول‌های مختلف (۴ تا ۸ دقیقه) بودند و در یک حالت خاص شروع و پایان می‌یافتند و در فاصلهٔ این دو بخش، دلکش آواز می‌خواند. سبک نوپای آوازی دلکش با سادگی سبک، خلاصه و مفید بودن و مرثیه‌وار بودن آثار خالدی، که هم ویولن می‌نواخت و هم ترانه‌سرا بود، همراه شد. آوازها از اشعار عاشقانه و غالباً ناامیدانه رهی معیری، اسماعیل نواب صفا و پرویز خطیبی بودند. 
در مدت زمان کوتاهی که از پیوستن دلکش به رادیو گذشته بود، در حالی که او تنها ۲۱ سال داشت، به جمع بزرگان رادیو پیوست و با خوانندگان بزرگ و نامی ترانه‌های دوصدایی اجرا کرد. به دلکش القابی چون «زن حنجره طلایی» و «بانوی آواز ایران» دادند.
همکاری موسیقایی دلکش و خالدی به دلیل اختلاف‌های خلاقانه در سال ۱۳۳۰ شمسی به پایان رسید؛ اما سبک منحصربه‌فرد، پرطرفدار و اغلب پرشور و با تندای سریع دلکش پس از ترک گروه خالدی در رادیو ادامه یافت.

### اجراهای مازندرانی

دلکش در جوانی.

در این هنگام در رادیو، آهنگسازی برای همکاری با دلکش وجود نداشت و او نمی‌توانست تصنیف بخواند؛ بنابراین با توجه به تسلط و مهارتش در خواندن ترانه‌های محلی مازندرانی، تصمیم گرفته شد که برای جبران این کاستی، او پس از خواندن هر آواز در رادیو، یک آواز محلی مازندرانی هم بخواند. آوازهایی مانند «ربابه جان»، «مریم‌جان»، «زهرا جان»، «امیری»، «رعنا جان»، «کِت‌کته شلوار»، «کیجا»، «بانو» و… که دلکش این آوازها را از زمان کودکی‌اش در بابل بلد بود و می‌خواند. در آن سال‌ها خواندن آوازهای بومی چندان فراگیر نبود و سبک خاص دلکش در کنار خواندن صحیح و دلنشین‌اش، موجب شد تا بسیار زود سر زبان‌ها بیفتد. مردم از آوازهای مازندرانی دلکش بسیار استقبال کردند و نامه‌های فراوانی برای تکرار ترانه‌های مازندرانی‌اش به رادیو فرستاده می‌شد. هر یکشنبه که او در رادیو اجرا داشت، مردم بسیاری روبروی ساختمان رادیو جمع می‌شدند تا او را از نزدیک ببینند.

### دوران اوج رادیو
در این سال‌ها همچنین صدای دلکش در کنار ویالون و ترانه‌های بزرگ لشگری، مجید وفادار، علی تجویدی، پرویز یاحقی، حبیب‌الله بدیعی و پیانوی انوشیروان روحانی و شعرهای رحیم معینی کرمانشاهی و بیژن ترقی به گوش می‌رسید.همکاری دلکش با علی تجویدی موجب ساخت آثار ماندگار بسیاری شده‌است. شماری این همکاری را به همکاری روح‌الله خالقی و غلامحسین بنان تشبیه می‌کنند. دوران اوج شکوفایی، خلاقیت و شهرت تجویدی به سال‌های همکاری‌اش با دلکش برمی‌گردد. مثلث تجویدی، دلکش و رحیم معینی کرمانشاهی در سال‌های ۱۳۳۵ تا ۱۳۴۰ را باید خالق به‌یادماندنی‌ترین قطعات در موسیقی اصیل ایران دانست. جدای از قابلیت‌های حرفه‌ای و تکنیکی هریک از این سه تن در کار خودشان، رابطه عمیق عاطفی که در سال‌های دور میان این سه نفر شکل می‌گیرد را باید عامل اصلی خلق چنین آثاری به‌شمار آورد. به طوری که همسر تجویدی در مصاحبه‌ای می‌گوید وقتی خبر درگذشت دلکش را به تجویدی داده بودند، او از آن روز به بعد تا سه هفته با هیچ‌کس حرف نمی‌زد.

### تکنیک و صدا
به باور رضا مجرد، پژوهشگر و کارشناس موسیقی، صدای دلکش، تنها صدای «چپ‌کوک» زنانه‌ای بود که در خوانندگی راست‌کوک هم تبحر داشت. صدای دلکش افزون بر حجم بالا، قدرت و گستردگی فراوانی داشت و آوای او به اصطلاح استادان آواز، «صدای سینه‌ای» (به انگلیسی: Chest Voice) بود. گل صدای دلکش در محدودهٔ آلتو بود؛ ولی وی با مهارت می‌توانست فاصله‌های صوتی تنور، سوپرانو و متزو سوپرانو را هم بخواند. سبک آوازی متمایز دلکش و رسایی و دامنهٔ صدای آلتو او، به سرعت موجب تحسین هنری و همچنین محبوبیت او شد. دلکش به دلیل تسلط، درک شهودی، تفسیر تخیلی و فرافکنی احساسی رپرتوار آواز سنتی موسیقی ایرانی و گوشه‌هاشناخته شده بود. او همچنین به دلیل سرزندگی و تطبیق دادن نوآوری‌های آوازی با اجرای پرشور آهنگ‌های عاشقانه مورد تحسین واقع می‌شد. او در خواندن ترانه‌ها به زبان مازندرانی هم تبحر داشت و سبک مختص به خود را در این موسیقی داشت.
دلکش سولفژ نمی‌دانست و در پاسخ به این که با توجه به نیاموختن سولفژَ، نمی‌ترسد که اشتباه کند، اشتباه را برای تحصیل‌کرده‌ها دانست و گفت که آدم‌های بی‌سواد و کم‌ادعا به دلیل احساس مسئولیت در کارشان معمولاً کمتر اشتباه می‌کنند.

### در سینما
هنگامی که دلکش در دوازده سالگی به تهران رسید، نمی‌دانست که سینما چیست. او هیچ‌گاه در بابل به سینما نرفته بود. در بابل سالن‌های سینمای کمی وجود داشت که همان‌ها هم در اختیار اقلیت‌های ارمنی و یهودی بودند و فیلم‌های روسی و آلمانی پخش می‌کردند.
در اواخر دههٔ ۲۰ خورشیدی که دلکش در موسیقی ایران به اوج شهرت و محبوبیت رسیده بود، اسماعیل کوشان در شرکت «پارس‌فیلم» متوجه پتانسیل بالای او برای ورود به سینما شد. به دیدگاه کوشان، حضور دلکش و چهرهٔ او می‌توانست موفقیت فروش هر فیلمی را تضمین کند. کوشان توانست دلکش را متقاعد کند تا دست از بدگمانی و شک برای ورود به سینما بردارد و برای نخستین بار وارد سینمای ایران شود. نخستین فیلم دلکش در شرکت «پارس‌فیلم»، شرمسار بود که فیلم‌نامه‌اش را علی کسمایی نوشته بود. دلکش همچنین شماری از تصنیف‌هایش را در فیلم خواند که آهنگساز آن‌ها مهدی خالدی بود و این همکاری باعث آغاز کارهای مشترک دلکش و خالدی شد. فیلم با استقبال فراوانی روبرو شد و با ۲۰۰ هزار تومان فروش، پرفروش‌ترین فیلم سال شد. سپس در فیلم مادر به تهیه‌کنندگی همسرش، شاپور یاسمی (فرزند رشید یاسمی و برادر سیامک یاسمی)، با قمرالملوک وزیری هم‌بازی شد. در دهه ۳۰ خورشیدی تبدیل به ستاره سینمای ایران شد و فیلم سوم‌اش به نام افسونگر که در آن با ناصر ملک‌مطیعی و ژاله علو همبازی بود، ۹۷ شب در دو سینمای «همای» و «دیانا» به اکران درآمد و بیش از ۳۰۰ هزار تومان در آن زمان فروخت. او در دهه ۳۰ در چند فیلم دیگر هم بازی کرد از جمله فیلم فردا روشن است در کنار محمد علی فردین. او در سال ۱۳۵۱ پس از چند سال وقفه دوباره به سینما برگشت و در فیلم قمار زندگی نقش خواننده‌ای به نام «دلکش» را بازی کرد که دختر خواننده‌ای به نام «لیلا» (با بازی لیلا فروهر) دارد. اما از این فیلم استقبال نشد.

### پایان فعالیت حرفه‌ای
دلکش در برنامه گل‌ها به دلیل اختلافی که با داوود پیرنیا داشت، هرگز شرکت نکرد. او در طول دوران فعالیت هنری اش هرگز در برنامه‌های موسیقی تلویزیون نیز شرکت نکرد ولی تا هنگام پیروزی انقلاب حضوری دائم و مؤثر داشته و از محبوب‌ترین خوانندگان زمان خود بود. با اینکه مدتی بعد از او خوانندگانی همچون مرضیه، پوران، الهه، و… پا به عرصه گذاشتند، از محبوبیت دلکش به عنوان خواننده‌ای معتبر و تمام عیار کاسته نشد. به طوری که پرویز خطیبی در خاطراتش تعریف می‌کند: 
در شب چهارم اردیبهشت ۱۳۵۶ در سالگرد تأسیس رادیو تهران وقتی دلکش پس از مدتی کناره‌گیری روی صحنه ظاهر شد و ترانه معروف بردی از یادم را خواند، تمام مدعوین به پا خاستند و با کف زدن‌های ممتد که بیش از پنج دقیقه طول کشید فریاد زدند: مگر می‌شود ترا از یاد برد؟

با ممنوع شدن خوانندگی زنان پس از انقلاب ۱۳۵۷ ایران، دلکش خوانندگی را به‌طور کامل کنار گذاشت. او در سال‌های پایانی زندگی خود، به همراه تنها فرزندش سهیل فزون‌مایه در تهران زندگی می‌کرد.
«با وجود اینکه ایشان با عصا به روی صحنه آمدند و این تصویر هنوز هم در ذهنم نقش بسته‌است. اما وقتی که آواز می‌خواندند، گر چه صدایشان بم‌تر از دوران جوانی بود، ولی آن‌قدر درست خواندند که تحت تأثیر قرار گرفتم. صدایشان اصلاً فالشی [خطایی] یا خارجی نداشت. برای من این مسئله خیلی جالب بود.»

## حواشی
دلکش در روزهای پایانی زندگانی خود از این که شماری از خوانندگان تصنیف‌های وی را به غلط و بد اجرا می‌کنند و به بازار می‌فرستادند به شدت دلگیر بود و باور داشت که قدیمی‌ها هنوز این تصنیف‌ها را با صدای دلکش به یاد دارند و غلط خواندن آن‌ها، موجب پایین آمدن ارزش و احترام کار این خواننده‌ها می‌شود.
در جریان جشن‌های ۲۵۰۰ ساله شاهنشاهی ایران و ساخت بیش از ۲۵۰۰ مدرسه در سراسر ایران به مناسبت این جشن، دلکش با خرید ۱۵۰۰ برگ از شعبهٔ مرکزی بانک بیمه بازرگانان، در ساخت این مدرسه‌ها شرکت کرد.

## درگذشت

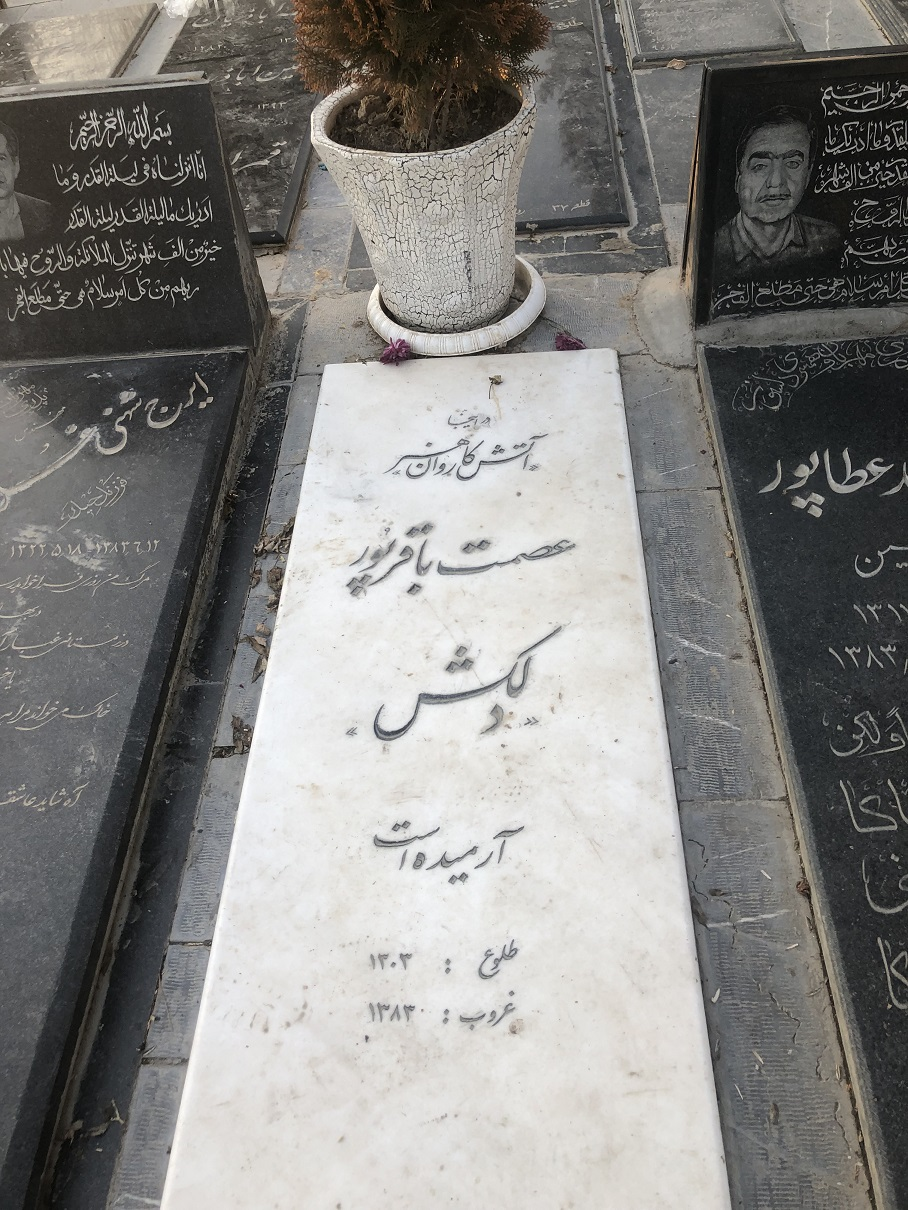
آرامگاه دلکش

دلکش مدتی در بیمارستان بستری بود و در نهایت در غروب روز چهارشنبه ۱۱ شهریور ۱۳۸۳ در تهران و در بیمارستان ایران‌مهر به دلیل بیماری کلیوی  درگذشت. خانوادهٔ دلکش تصمیم گرفتند تا وی را بدون هیچ مراسم ویژه‌ای خاکسپاری کنند. با وجود این که تنها پسر دلکش، سهیل فزون‌مایه از پیش تصمیم داشت تا پیکر مادرش در امامزاده طاهر کرج به خاک سپرده شود، ولی با گذشت چند روز از درگذشت وی، هیچ‌کدام از اعضای خانوادهٔ دلکش برای تحویل پیکر او به بیمارستان نرفتند. محمدحسین همافر رئیس مرکز موسیقی وزارت فرهنگ و ارشاد اسلامی پیشنهاد کرد تا پیکر دلکش در قطعه هنرمندان بهشت زهرا به خاک سپرده شود. ولی همسر پیشین دلکش، داریوش فزون‌مایه با این کار مخالفت کرد و در نهایت پیکر او پس از چهار روز در امامزاده طاهر کرج به خاک سپرده شد.
پس از مرگ دلکش، به جز چند نشست و سخنرانی کوچک، مراسم چندانی برای بزرگداشت وی برگزار نشد. همچنین شبکه‌های رادیویی و تلویزیونی صدا و سیمای جمهوری اسلامی ایران خبری از درگذشت وی پخش نکردند. بیشتر روزنامه‌ها هم دربارهٔ مرگ وی چیزی ننوشتند و تنها چند روزنامه چند سطر کوتاه دربارهٔ درگذشت وی نوشتند.

## میراث

### دلکش در نگاه دیگران

از راست: پرویز خطیبی، زینت مؤدب و دلکش. آهنگ مشهور «بردی از یادم» دلکش را پرویز خطیبی سروده‌است.

محمدعلی سپانلو از هواداران دلکش بود و آوازهای وی را به خوبی می‌خواند. دلکش خوانندهٔ محبوب شخصیت «دکتر نون» در رمان دکتر نون زنش را بیشتر از مصدق دوست دارد از شهرام رحیمیان است. دلکش از مشوقین سیما بینا در آغاز خوانندگی وی در کودکی بود. غلامحسین بنان اجرای دلکش را به اجرایی دوصدایی تشبیه می‌کند که شنونده می‌انگارد صدای بم برای مرد و صدای زیر برای زن است. حسین قوامی، دلکش را تنها خانم خواننده‌ای می‌داند که هرگز فالش [خارج] نخوانده و همه ملودی و کلام را صحیح اجرا کرده و هیچ‌گونه لغزشی در تحریرها و سکوت‌ها و سایر ظرافت‌ها و ریزه‌کاری‌های خوانندگی او شنیده نشده‌است. یک بار قوامی در پاسخ به خود دلکش که از وی دربارهٔ بهترین خوانندهٔ زن پرسیده بود، بی‌درنگ و اندیشه گفت: «تو او را بهتر از هر کسی می‌شناسی، چرا نمی‌خواهی راحت بگویی دلکش!؟»
محمود محمودی خوانساری باور داشت که بسیاری از خوانندگان مرد باید بنشینند و با گوش‌سپردن به آواز دلکش، راه و رسم صحیح خواندن را بیاموزند.
علی تجویدی، باور داشت که هیچ خواننده‌ای به خوبی دلکش قدرت فراگیری شعر و آهنگ و آمیختن درست این دو با هم را ندارد و پیشنهاد داد تا دلکش باید برای تحصیل موسیقی به اتریش برود تا نابغهٔ بزرگ موسیقی قرن شود و هنرآموزان آواز بسیاری را تا استادی ارتقا دهد.
سیما بینا، صدای دلکش را پرحجم و بسیار گیرا با تحریرهای ویژهٔ خودش دانسته که کلام را بسیار زیبا و مشخص بیان می‌کرد. او شخصیت آوازی دلکش را بسیار مردمی می‌داند و باور دارد که دلکش نسبت به تصنیفی که اجرا می‌کرد، احساس مسئولیت داشت. سیما بینا از پدرش نقل می‌کند که دربارهٔ آواز دلکش می‌گفت: «مانند این است که یک آدم بسیار ادیب و باسوادی دارد این شعرها و تصنیف‌ها را می‌خواند.» سیما بینا رقیبانی که قصد تقلید از دلکش را داشتند ناکام می‌داند و می‌گوید: «آن آنی که در صدا هست و آن کاراکتر و طنین صدا قابل تقلید نیست.»
علی اشتری شاعر معاصر دربارهٔ دلکش شعری سروده‌است:
| امشب خوش است عالم و از باده سرخوشم  |  | ساقی بریز بادهٔ دیگر که درکشم |
| دلکش بخوان کز آن لب شیرین نوای شور  |  | شور دگر برآورد از جان ناخوشم |
| فرهاد اگر به دیدن شیرین خوش است، من |  | سرمست از ترانهٔ شیرین دلکشم   |

رضا مجرد، پژوهشگر و کارشناس موسیقی دربارهٔ دلکش می‌گوید: «... دلکش وقتی می‌خواند، مملکتی ساکت می‌شد تا صدای او را بشنود. هرچند که دلکش از نظر قدرت و وسعت صدا در حد و اندازه‌های قمرالملوک وزیری نبود، اما خواننده‌ای بود که همهٔ بزرگان موسیقی او را بالاتر از خود و دیگران می‌دانستند…» مجرد در واکنش به عدم تجلیل از دلکش و پوشش ندادن خبر مرگ وی در رسانه‌ها نوشت: «... خانمی مانند دلکش نقطهٔ سیاهی در زندگی هنری‌اش نبوده… لابد استدلال این است که این خانم، به موقع هم مورد استقبال و تجلیل قرار گرفته، هم بابت آنچه اجرا کرده، به پول و ثروت کافی دست یافته، پس دیگر چه تجلیلی؟»
هایده: «من به صدای خانم دلکش واقعاً عشق می‌ورزیدم و می‌توانم بگویم خواندن آواز و تصنیف را از طریق رادیو و شنیدن صدای بانوی آواز ایران، خانم دلکش، آموختم.»
الهه: «من برای قمرالملوک وزیری احترام قائلم. برای اینکه قدمی که او برداشت آن شرایطی که کسی نمی‌توانست بیاید بخواند ولی بعد از او همه باید بدانند خانم دلکش خواننده پر قدرت و مسلط بود.»

### کتاب
پس از مرگ دلکش، فروغ بهمن‌پور تصمیم گرفت کتابی دربارهٔ وی در ایالات متحده آمریکا منتشر کند. قرار بود در این کتاب با نام نگاهی به زندگی و آثار عصمت باقرپور -دلکش همهٔ ترانه‌های دلکش با نام ترانه‌سرا، آهنگساز و دستگاه‌هایی که ترانه در آن خوانده شده‌است بیاید. همچنین کتاب شامل ۱۳ ترانهٔ نت‌نویسی‌شده، شعر و ترانه آن بود. ضمن آن که با ترانه‌سرا و آهنگ‌سازان این آثار نیز گفتگو شده بود. در این کتاب افزون بر گفتگویی بلند با خود دلکش، با ناصر ملک‌مطیعی دربارهٔ فعالیت‌های سینمایی دلکش گفتگو شده بود. بزرگانی چون محمود دولت‌آبادی، محمدعلی سپانلو، لوریس چکناواریان، فرهاد فخرالدینی و… دیدگاه‌هایشان دربارهٔ دلکش را در این کتاب بیان کرده‌اند. همچنین در پیوست این کتاب عکس‌هایی از دلکش در کنار کسانی چون قمرالملوک وزیری، غلامحسین بنان و روح‌انگیز آمده‌است.

### بازخوانی‌ها

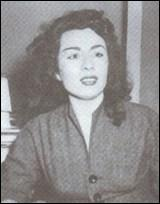
دلکش خواننده زن ایرانی است.

سیمین غانم قبل از انقلاب با کسب اجازه از دلکش، چند ترانه از جمله آمد نوبهار و به کنارم بنشین را بازخوانی کرد. نادر گلچین ترانهٔ آمد نوبهار دلکش را با گروه آوازی همراه و ارکستری بزرگ‌تر از اجرای اصلی خوانده‌است. علی‌رضا افتخاری آهنگ سفرکرده دلکش را با ارکستری بزرگتر از ارکستر علی تجویدی بازخوانی کرد. اجرای دوصدایی ترانهٔ «بردی از یادم» را که نخست دلکش و ویگن خوانده بودند، بعدها هایده و هوشمند عقیلی‌مهر تکرار کردند.
گوگوش در گفتگویی گفته که پیش از سال ۱۳۴۶ آهنگ‌های خواننده‌های دیگر از جمله دلکش را بارخوانی می‌کرده‌است. دریا دادور در کنسرت ونکوور خود در آوریل ۲۰۰۷، ترانهٔ یاد من کن دلکش را به یاد او بازخوانی کرد. وی این ترانه را در کنسرت تورنتو خود در سال ۲۰۰۸ دوباره اجرا کرد و نسخهٔ ضبط‌شدهٔ این اجرا در آلبوم دوم او آمده‌است.
جلال همتی در یک کاست مجموعهٔ از آثار بانو دلکش را بازخوانی کرد که بسیار دقیق و درست اجرا شده‌است. او در مصاحبه‌ای گفت در دیداری با دلکش، ایشان به همتی گفته‌اند اگر من خانم دلکش هستم شما آقای دلکش هستید، از مشهورترین اجراهای همتی از دلکش، می‌توان به تصنیف آتش کاروان و تصنیف آشفته حالی اشاره کرد.
بنا به ادعایی وقتی که علی‌رضا افتخاری آهنگ آشفته‌حالی دلکش را در آلبوم یاد استاد بازخوانی کرد، دلکش به این خاطر که افتخاری برای اجرای این آهنگ از وی اجازه نگرفته بود، سخت دلگیر شد. بنا بر گفتهٔ سهیل فزون‌مایه، تنها فرزند دلکش، افتخاری چند بار کوشید تا این آزردگی را از دل دلکش دربیاورد، ولی پیروز نشد.
این دلخوری دلکش از خوانندگانی که شعر و آهنگ آثارش را به نادرستی اجرا می‌کردند، تا ماه‌های پایانی زندگی‌اش ادامه داشت و وی معتقد بود که چون قدیمی‌ترها هنوز تصنیف‌هایش را به یاد دارند، غلط خواندن آن‌ها موجب پایین آمدن ارزش کارشان می‌شود. دلکش مدعی بود با این که خودش فرد کم‌سوادی بود، هیچ‌گاه این آوازها را غلط نخوانده‌است.

## آوازها و ترانه‌های ماندگار
دلکش در شصت سال زندگی حرفه‌ای خود بیش از ۲۰۰ ترانه، آواز و تصنیف خواند. ترانه‌سرایان و شاعرانی که بیشترین سروده‌ها را برای وی سروده‌اند، در درجهٔ نخست رحیم معینی کرمانشاهی و سپس اسماعیل نواب صفا، بیژن ترقی، ناصر شریفی، پرویز خطیبی، رضا جلیلی، کریم فکور، رهی معیری و حسین مسرور بوده‌اند. از آهنگسازانی که بیشترین آهنگ را برای دلکش ساخته‌اند هم می‌توان در درجهٔ نخست علی تجویدی و سپس مهدی خالدی، پرویز یاحقی، مجید وفادار، جواد لشکری، حبیب‌الله بدیعی، انوشیروان روحانی و همایون خرم را نام برد.

### آمد نوبهار
در دههٔ ۱۳۲۰ خورشیدی، تصنیف‌خوانی‌های قدیمی بسیار کهنه و تکراری شده بود. در آن سال‌ها قمرالملوک وزیری و روح‌انگیز به سال‌های پایانی کار حرفه‌ای خود رسیده بودند و جای خالی یک تصنیف‌خوان زن جوان حس می‌شد. همکاری دلکش با مهدی خالدی در این دوران توانست گونهٔ نویی از ترانه‌سازی را به موسیقی ایران بیاورد. اوج این همکاری در تصنیف آمد نوبهار دیده می‌شود که به باور محمود خوشنام، حرکت از تصنیف به ترانه با این آهنگ آغاز می‌شود. مهدی خالدی در ساخت این آهنگ، ریتم دو چهارم را با تاکیدات ویژه بر روی ضربه‌های این ریتم به کار برد.
ترانهٔ آمد نوبهار دلکش با آهنگسازی مهدی خالدی ساخته شد، با ساختار مارش‌گونهٔ توانست در زمان خود نوآوری بزرگ به‌شمار بیاید. این آهنگ که در اواخر دهه ۱۳۲۰ ساخته شد، توانست بیش از دو دهه در روزهای نوروز از رادیو و تلویزیون پخش شود.

### آوازها
| نام آواز | ترانه‌سرا  | آهنگساز     | دستگاه |
| -------- | --------- | ----------- | ------ |
| اشک سپهر | بیژن ترقی | پرویز یاحقی | -      |

از دلکش نزدیک به دویست آواز در مایه‌های مختلف ضبط شده‌است و هم‌اکنون در آرشیو رادیو موجود است. از این میان تنها جهت نمونه به چند آواز مشهور وی اشاره می‌شود.
- ای که گفتی هیچ مشکل چون فراق یار نیست، آواز شور با همراهی ویلن مجید وفادار و تار حمید وفادار
- هر که مهر رخ زیبای تو در دل گیرد، آواز ابوعطا با همراهی ویلن؟ (نوازنده شناخته نشد)
- ای خدا این وصل را هجران مکن، آواز مثنوی افشاری با همراهی نی حسن کسایی
- معاشران گره از زلف یار باز کنید، آواز سه‌گاه (درآمد، مویه، حدی) با همراهی ویلن اسدالله ملک
- بگذار تا مقابل روی تو بگذریم، آواز چهارگاه با همراهی ویلن علی تجویدی
- امشب ای ماه به درد دل من تسکینی، آواز دشتی با همراهی ویلن پرویز یاحقی
- یادش‌به‌خیر آنکه دگر یاد ما نکرد، آواز همایون
- ای که با دلشدگان بر سر ناز آمده‌ای، آواز سه‌گاه، همراه ویلن حبیب‌الله بدیعی و تار فرهنگ شریف
- خواهم ز خدا اینکه به دلخواه بمیرم، آواز شوشتری همراه تار لطف‌الله مجد

### فهرست ترانه‌ها
| نام ترانه                      | آهنگساز               | ترانه‌سرا              | دستگاه                   |
| ------------------------------ | --------------------- | --------------------- | ------------------------ |
| یاد کودکی                      | علی تجویدی            | رحیم معینی کرمانشاهی  | بیات اصفهان، سه‌گاه و شور |
| قسمت من                        | علی تجویدی            | رحیم معینی کرمانشاهی  | سه‌گاه                    |
| جدایی                          | علی تجویدی            | رحیم معینی کرمانشاهی  | دشتی                     |
| پشیمان شدم                     | علی تجویدی            | رحیم معینی کرمانشاهی  | چهارگاه                  |
| روزگار بگذشته                  | علی تجویدی            | رحیم معینی کرمانشاهی  | اصفهان                   |
| سفر کرده                       | علی تجویدی            | رحیم معینی کرمانشاهی  | چهارگاه                  |
| بازگشته                        | علی تجویدی            | رحیم معینی کرمانشاهی  | اصفهان                   |
| یاد من کن                      | علی تجویدی            | رحیم معینی کرمانشاهی  | ماهور                    |
| تنهای تنها مانده‌ام             | علی تجویدی            | رحیم معینی کرمانشاهی  | شوشتری                   |
| پشیمان شدم                     | علی تجویدی            | رحیم معینی کرمانشاهی  | چهارگاه                  |
| بس کن                          | علی تجویدی            | رحیم معینی کرمانشاهی  | همایون                   |
| به پاس محبّت                    | علی تجویدی            | رحیم معینی کرمانشاهی  | چهارگاه                  |
| آشفته حالی                     | علی تجویدی            | رحیم معینی کرمانشاهی  | شور                      |
| آتش کاروان                     | علی تجویدی            | بیژن ترقی             | شور                      |
| می‌گذرم                         | علی تجویدی            | بیژن ترقّی             | چهارگاه                  |
| بگو که هستی بگو                | علی تجویدی            | بیژن ترقّی             | بیات اصفهان              |
| بر تربت حافظ                   | علی تجویدی            | علی تجویدی            | سه‌گاه                    |
| آمد نوبهار                     | مهدی خالدی            | اسماعیل نواب صفا      | بیات اصفهان              |
| سعی باطل                       | مهدی خالدی            | اسماعیل نواب صفا      | شور                      |
| ناامید                         | مهدی خالدی            | اسماعیل نواب صفا      | شور                      |
| رفتی                           | مهدی خالدی            | اسماعیل نواب صفا      | شور                      |
| قصهٔ بی‌حاصل                     | مهدی خالدی            | اسماعیل نواب صفا      | همایون                   |
| داغ لاله                       | مهدی خالدی            | اسماعیل نواب صفا      | چهارگاه                  |
| اشک و آه                       | مهدی خالدی            | اسماعیل نواب صفا      | بیات اصفهان              |
| قهر عاشق                       | مهدی خالدی            | اسماعیل نواب صفا      | بیات اصفهان              |
| نالهٔ دل                        | مهدی خالدی            | اسماعیل نواب صفا      | بیات ترک                 |
| دل غافل                        | مهدی خالدی            | اسماعیل نواب صفا      | همایون                   |
| به کنارم بنشین                 | مهدی خالدی            | رهی معیری             | همایون                   |
| آشفته                          | پرویز یاحقی           | اسماعیل نواب صفا      | بیات اصفهان              |
| پربسته                         | پرویز یاحقی           | اسماعیل نواب صفا      | ابوعطا                   |
| موج                            | پرویز یاحقی           | اسماعیل نواب صفا      | شور                      |
| بهانهٔ تو                       | پرویز یاحقی           | اسماعیل نواب صفا      | ماهور                    |
| گردباد                         | پرویز یاحقی           | بیژن ترقی             | شور                      |
| اشک سپهر                       | پرویز یاحقی           | بیژن ترقی             | سه‌گاه                    |
| آه بی‌اثر                       | مجید وفادار           | اسماعیل نواب صفا      | همایون                   |
| دنیا من                        | مجید وفادار           | اسماعیل نواب صفا      | ماهور                    |
| خاکستر من                      | مجید وفادار           | اسماعیل نواب صفا      | ابوعطا                   |
| بندهٔ عشق                       | مجید وفادار           | اسماعیل نواب صفا      | شور                      |
| سایه                           | مجید وفادار           | بیژن ترقی             | سه‌گاه                    |
| جام طلا                        | مجید وفادار           | ایرج فاطمی            | شور                      |
| تنهایی                         | جواد لشکری            | رحیم معینی کرمانشاهی  | چهارگاه                  |
| نوای دل                        | جواد لشکری            | رحیم معینی کرمانشاهی  | چهارگاه                  |
| رویای شیرین                    | جواد لشکری            | ایرج تیمورتاش         | دشتی                     |
| برای تو                        | حبیب‌الله بدیعی        | رحیم معینی کرمانشاهی  | شوشتری                   |
| افسانه                         | حبیب‌الله بدیعی        | رحیم معینی کرمانشاهی  | همایون و سه گاه یتیم     |
| سرباز وطن                      | انوشیروان روحانی      | رحیم معینی کرمانشاهی  | چهارگاه                  |
| غم رسوایی                      | انوشیروان روحانی      | رحیم معینی کرمانشاهی  | چهارگاه                  |
| خدا کند عاشق شوم               | همایون خرم            | بیژن ترقی             | سه‌گاه                    |
| رقص گیسو                       | فریدون حافظی          | میرناصر شریفی         | ماهور                    |
| مهمانت کنم                     | ناصر زرآبادی          | کریم فکور             | شور                      |
| ساز شکسته                      | دلکش                  | محمود ثنایی           | چهارگاه                  |
| بدرقه                          | علی تجویدی            | بیژن ترقی             | افشاری                   |
| ساز شکسته                      | نیلوفر (عصمت باقرپور) | نیلوفر (عصمت باقرپور) |                          |
| بردی از یادم (دوصدایی با ویگن) | مصطفی گرگین‌زاده       | پرویز خطیبی           | بیات اصفهان              |

| فیلم               | سال اکران | کارگردان       | در نقش      |
| ------------------ | --------- | -------------- | ----------- |
| شرمسار             | ۱۳۲۹      | اسماعیل کوشان  | مریم        |
| مادر               | ۱۳۳۱      | اسماعیل کوشان  | ربابه       |
| افسونگر            | ۱۳۳۲      | اسماعیل کوشان  | فروغ        |
| دسیسه              | ۱۳۳۳      | علی کسمایی     | -           |
| ظالم بلا           | ۱۳۳۶      | سیامک یاسمی    | فاطی        |
| عروس فراری         | ۱۳۳۷      | اسماعیل کوشان  | در نقش خودش |
| شانس و عشق و تصادف | ۱۳۳۸      | حسین مدنی      | -           |
| فردا روشن است      | ۱۳۳۹      | سردار ساگر     | نیلوفر      |
| شیرفروش            | ۱۳۳۹      | اسماعیل کوشان  | -           |
| شمسی پهلوان        | ۱۳۴۵      | سیامک یاسمی    | -           |
| قمار زندگی         | ۱۳۵۱      | عباس کسایی     | دلکش        |
| خانه خراب          | ۱۳۵۴      | نصرت اله کریمی | -           |